# اتحاد بنما لكرة القدم
تأسس اتحاد بنما لكرة القدم في عام 1937م وانضم إلى الإتحاد الدولي لكرة القدم في 1938م وإنضم إلى اتحاد أمريكا الشمالية لكرة القدم في 1961م.

## روابط خارجية
- الموقع الرسمي
- بنما على موقع الفيفا